# ヒメコザクラ
ヒメコザクラ（姫小桜、学名：Primula macrocarpa）は、サクラソウ科サクラソウ属の多年草。高山植物。

## 特徴
短い根茎があり、その上に5-12個の葉が根生する。葉は広卵形または卵円形で、先は短くとがり、基部は急に狭まって葉柄となる。若葉は外側にたたまり、葉身の中部以下までの縁に不ぞろいの鋭い鋸歯がある。葉は葉柄を含めて長さ1-3cm、幅0.5-1cmになる。若葉時の裏面に白色の粉がつくが、後になくなる。
花期は6月。花茎の高さは5-10cmで細い腺毛がまばらにつき、先端に1-4個の花を散形につける。小花柄は長さ7-20mmになり直立する。苞は線状披針形で、基部はふくらまない。萼は長さ4-6mmになる筒型で、3分の1から2分の1の深さまで5裂し、萼裂片は狭卵形で先はややとがる。花冠は白色で径1cmになり、5深裂し、各裂片はさらに2浅裂する。花喉部は黄色になり、花筒は長さ3-4mmで萼より短いか同じ長さとなる。雄蕊は5個。花柱は1個で糸状になる。果実は長さ6-8mmになり萼の2倍の長さになる蒴果となる。

## 分布と生育環境
日本固有種 。岩手県の早池峰山特産で、高山帯の蛇紋岩地の湿った砂礫地、岩場、草地にまれに生育する。
本州の東北地方の早池峰山、岩木山以外の高山、亜高山の湿った草地等には、西吾妻山を南限、八甲田山を北限としてヒナザクラが分布する。

## 名前の由来
和名ヒメコザクラは、姫小桜の意で、草姿や花がきわめて小さいことによる。種小名 macrocarpa は、「大きい果実の」の意味。

## 保全状況評価
絶滅危惧IA類 (CR)（環境省レッドリスト）
（2017年環境省レッドリスト）

## ギャラリー

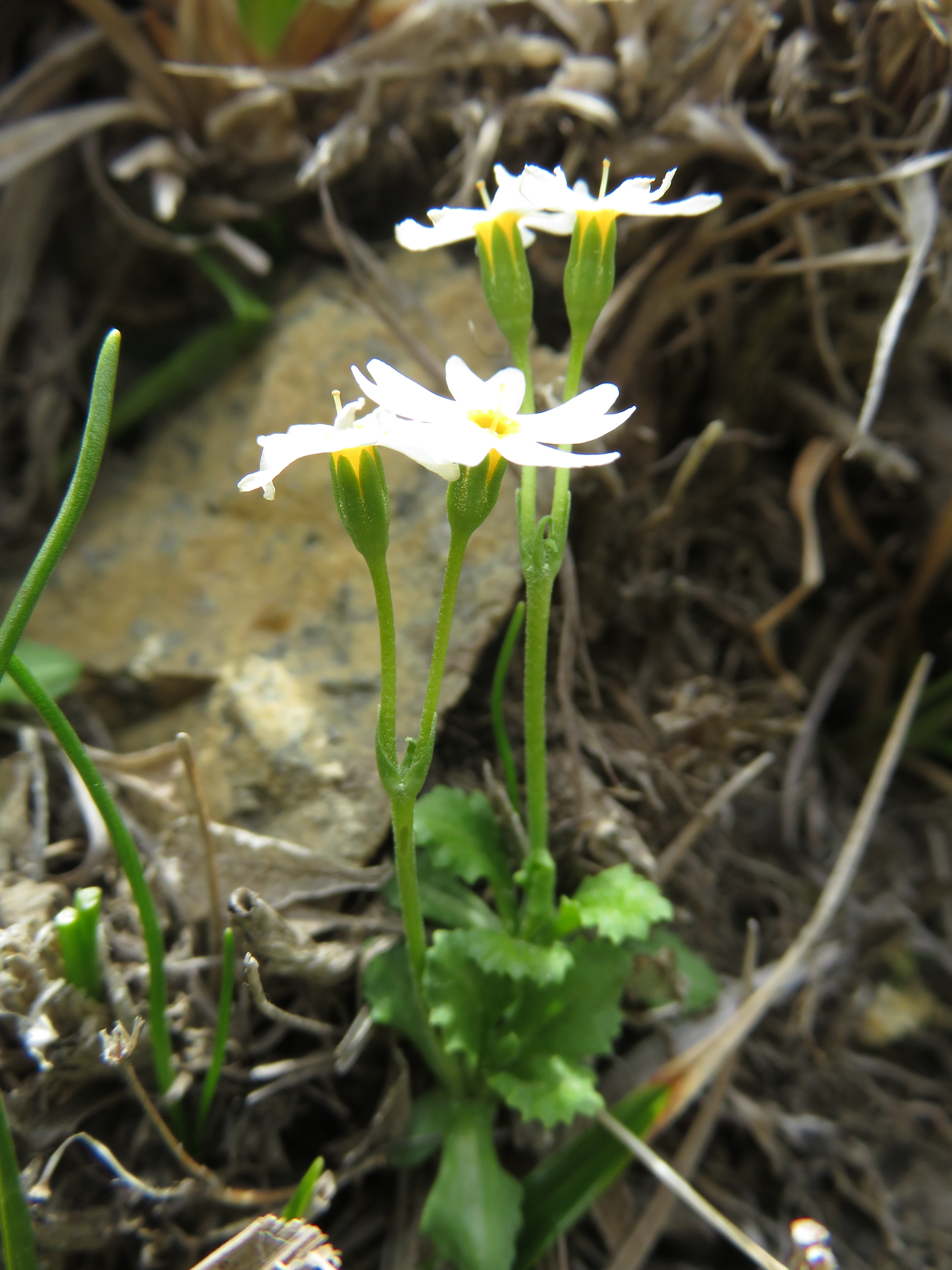
萼片と苞。
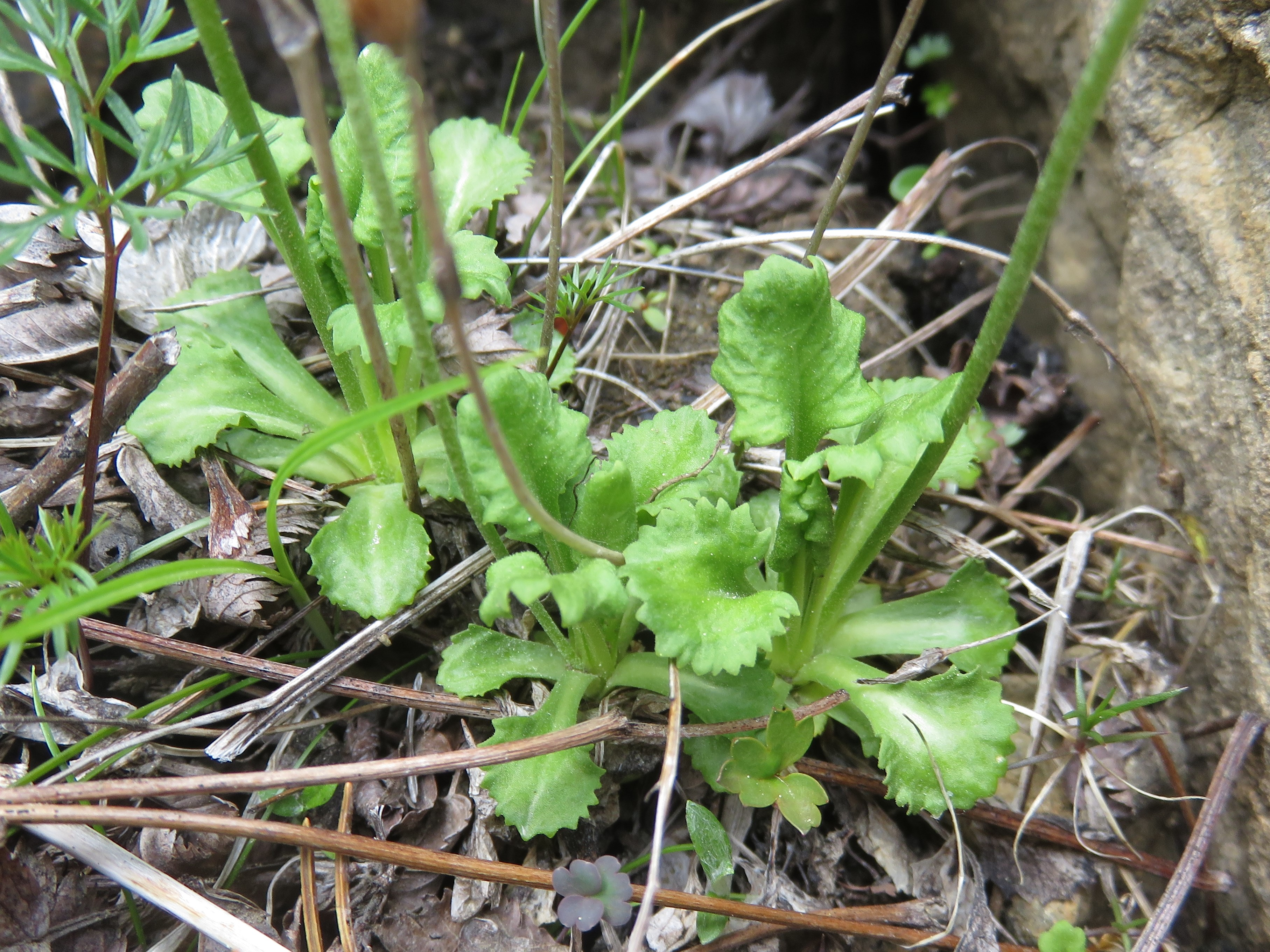
葉は外側にたたまり、基部は葉柄となる。
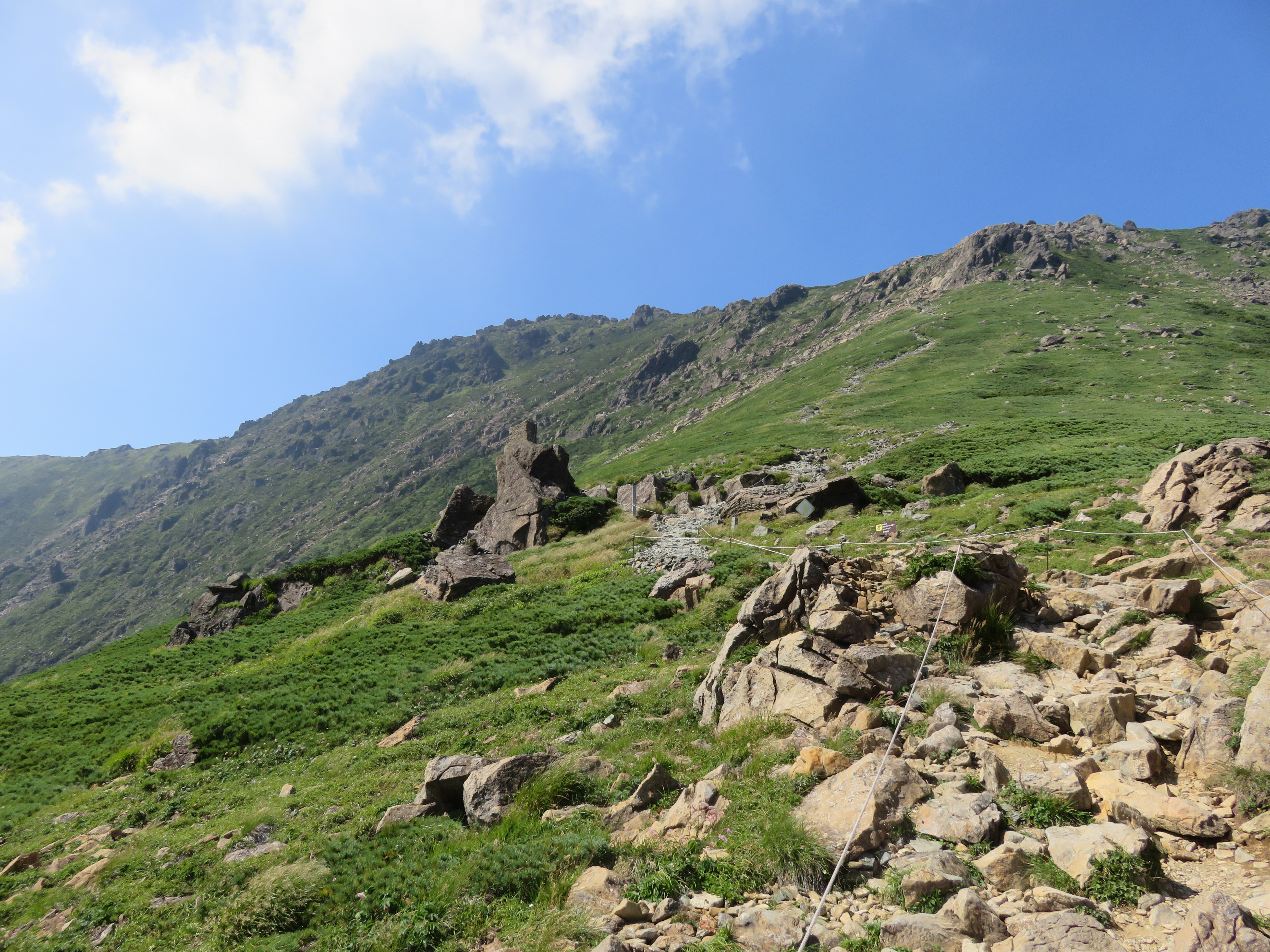
早池峰山のみに産し、高山帯の蛇紋岩地の湿った砂礫地などにまれに生育する。